# Pleuraspidoteri
Els pleuraspidoteris (Pleuraspidotherium) són un gènere extint de mamífers condilartres de la família dels pleuraspidotèrids que visqueren a Europa occidental durant el Paleocè superior. Se n'han trobat restes fòssils a la formació de Tremp (Catalunya) i França. Presentaven el pla corporal típic dels condilartres. La morfologia de les seves dents, semblants a les dels remugants d'avui en dia, fa pensar que eren animals brostejadors que es nodrien de fulles i altres formes de matèria vegetal dura. Es calcula que atenyien 23 cm d'alçada a la creu.